# Gensac, Tarn-et-Garonne
Gensac är en kommun i departementet Tarn-et-Garonne i regionen Occitanien i södra Frankrike. Kommunen ligger i kantonen Lavit som tillhör arrondissementet Castelsarrasin. År 2022 hade Gensac 103 invånare.

## Befolkningsutveckling
Antalet invånare i kommunen Gensac
| Referens: INSEE |